# 국제 바둑 연맹
국제 바둑 연맹(國際-聯盟, International Go Federation, IGF)은 전 세계의 다양한 국가 바둑 연맹들을 연결하는 국제적 단체이다.

## 역할
IGF의 역할은 전 세계에 바둑 스포츠를 홍보하고 구성원들 간의 원만한 관계를 증진시키고 세계 바둑 단체를 개선시키는 것이다. 이 역할은 다음의 활동을 통해 수행된다:
- 세계 아마추어 바둑 챔피언십과 그 밖의 국제 바둑 대회를 조직한다.
- IGF 웹사이트나 게시판을 통해 세계 바둑 활동에 관해 구성원들에게 최신 정보를 출판하고 배포한다.
- 바둑의 국제적 발전과 관련한 기타 활동.

## 정책
IGF는 정치, 종교와는 무관한 단체이며 모든 참가자들에게 공정한 경기를 장려한다.

## 역사
일본바둑협회는 1979년 일본에서 최초의 세계 바둑 아마추어 챔피언십을 조직하였다. 전 세계 최상위 바둑 선수들 중 다수와 주요 국제 바둑 협회들의 대표자들이 이 행사에 참석하였다. 이를 통해 1982년 3월 17일 국제바둑연맹이 창설되었다.
2006년 4월 7일, IGF는 국제 마인드 스포츠 협회에 소속되었다.

## IGF 회장
1. 아사다 시즈오, 1982–1997
2. 와타나베 후미오, 1997–2001
3. 토시미츠 마츠오, 2001–2004
4. 가토 마사오, 2004–2005
5. 구도 노리오, 2005–2007
6. 오카베 히로무, 2007–2009
7. 오타케 히데오, 2009–2010
8. 창전밍, 2010–2012
9. 마츠우라 고이치로, 2012-2014
10. 홍석현, 2014-2016
11. 창전밍, 2016년 6월 4일 ~ 현재

## 같이 보기
- 바둑